# Broadview, Montana
Broadview är en ort i Yellowstone County i delstaten Montana, USA.